# Le Monteil, Haute-Loire
Le Monteil är en kommun i departementet Haute-Loire i regionen Auvergne-Rhône-Alpes i centrala Frankrike. Kommunen ligger i kantonen Le Puy-en-Velay-Nord som tillhör arrondissementet Le Puy-en-Velay. År 2022 hade Le Monteil 677 invånare.

## Befolkningsutveckling
Antalet invånare i kommunen Le Monteil
| Referens: INSEE |